# Ectactolpium zuluanum
Ectactolpium zuluanum är en spindeldjursart som beskrevs av Beier 1958. Ectactolpium zuluanum ingår i släktet Ectactolpium och familjen Olpiidae. Inga underarter finns listade i Catalogue of Life.